# 松平頼位
松平 頼位（まつだいら よりたか）は、江戸時代後期の大名。常陸国宍戸藩8代・10代藩主。官位は従五位下・主税頭。三島由紀夫の高祖父にあたる。

## 生涯
5代藩主・松平頼救の四男として生まれる。母は田口氏。当時すでに頼救は隠居しており、跡を継いだ嫡男の頼敬（頼位の異母兄・長兄）が早世したため、水戸本家から頼筠（頼位の従甥にあたる）が養子入りしてその跡を継いでいた。
文政10年（1827年）、常陸水戸藩の一門で家老格松平頼善の養女・絲（実父は頼善の祖父保福）を正室とし、養子となって襲禄、3000石。主税頭となる。
天保2年（1831年）4月3日、長男・頼徳を儲ける。天保3年（1832年）2月26日、長女・雪を儲ける。雪は嘉永2年（1849年）8月26日、17歳で死亡した。
天保9年（1838年）、水戸藩主徳川斉昭の命により、長倉城跡を修復し、長倉陣屋を建てる（所領を移ったのは次の頼譲の代）。
天保10年（1839年）5月16日、頼筠が嗣子無くして重病にかかり危篤となったため、急遽その養嗣子となって生家を継いだ。同年12月18日、従五位下を賜わる。父・頼救、義父・保福と共に徳川斉脩・斉昭兄弟の大叔父にあたり一門でもあったので、藩主就任前から斉昭の本家水戸藩相続に尽力し、斉昭に従って藩政改革を行なう。
弘化3年（1846年）9月21日、家督を長男の頼徳に譲って隠居するが、その後も水戸本家を継いだ徳川慶篤の補佐を務めた。
側室に佐々木氏の娘を迎え、弘化4年（1847年）8月19日に次女の珽を、安政3年（1856年）1月10日に次男の頼安を、安政4年（1857年）8月13日に三女の高を、安政5年（1858年）8月15日に三男の頼平を、文久元年（1861年）12月11日に四女の艶を、文久2年（1862年）9月30日に鋭を儲ける。
元治元年（1864年）、水戸藩で天狗党の乱が起こると、長男の頼徳は鎮圧に失敗したことを幕府より咎められ、10月5日に切腹した。享年35。頼位自身も連座して拘禁され、宍戸藩は廃藩となった。
慶応4年（1868年）2月、新政府より宍戸藩の復旧を命ぜられ、頼位が再相続する。明治2年（1869年）、頼位の版籍奉還願いが受理され、5月25日に知藩事を任命される。
明治3年（1870年）、宍戸陣屋の拡張を願い出るが、明治4年（1871年）の廃藩置県により免官される。その後、明治10年（1877年）に常磐神社の神官となった。文化人として優れており、斉昭の事蹟をまとめた『告志篇』や『明倫歌集』10巻などが出版された。
徳川斉昭らの編纂した『明倫歌集』に跋文を書き、これを宍戸藩の藩校脩徳館の蔵板として出版、江戸の書肆より発行した。
1880年（明治13年）7月、家督を次男の頼安に譲る。1883年（明治16年）9月6日、従四位を賜わる。1886年（明治19年）12月17日、77歳で死去。

## 系譜
- 正室：絲 - 松平頼善養女、松平保福娘
  - 長男：頼徳
  - 長女：雪
- 側室：佐々木氏
  - 次女：鋌 - 筧正尊室
  - 次男：頼安
  - 三女：高 - 永井岩之丞室[5]
  - 四男：松平頼平 - 箱崎博尹養子のち松平喜徳養子
  - 四女：艶 - 石田義重室
  - 五女：鋭